# Complejo volcánico Antillanca
El Antillanca es un Complejo volcánico de conos de escoria, maars y pequeños estratovolcanes,  la Región de Los Lagos en Chile. El estratovolcán de Casablanca está ligado al grupo, el cual alberga la estación de esquí Antillanca en su flanco oeste. Termas de Aguas Calientes y Termas de Puyehue también forman parte de este grupo volcánico. El complejo abarca 380 km² y al oeste limita con los lagos Puyehue y Rupanco.
Una gran parte del Grupo Antillanca se encuentra dentro del parque nacional Puyehue. El complejo está al lado de los volcanes Puyehue, Cordón Caulle, Puntiagudo y Osorno.
Su última erupción se cree que ocurrió en el Holoceno.

## Toponimia
Antillanca obtiene su nombre del mapudungun antu-Llancka, "perla del sol" 